# Сулеймани, Касем
Касем Сулеймани (Солеймани́; перс. قاسم سلیمانی‎; 11 марта 1957, Канат-е Малек, Керман, Шаханшахское Государство Иран — 3 января 2020[…], Ирак, Багдад, Ирак) — иранский военный деятель, генерал-лейтенант и командующий спецподразделением «Аль-Кудс» в составе Корпуса Стражей Исламской революции (КСИР), предназначенного для проведения спецопераций за пределами Ирана. «Аль-Кудс» под руководством Сулеймани оказывал военную поддержку группировкам ХАМАС и «Хезболла» в Палестине и Ливане, а также сыграл важную роль в формировании политической ситуации в Ираке после вывода оттуда американских войск. Начиная с 2012 года Сулеймани помогал правительству Башара Асада переломить ход гражданской войны в Сирии и отбить стратегические города и территории у террористических группировок.
3 января 2020 года был убит в Багдаде в результате целенаправленного авиаудара ВВС США по приказу президента Дональда Трампа (). На его место был назначен бригадный генерал Исмаил Каани.

## Ранние годы
Касем Сулеймани родился в 1957 году в бедной крестьянской семье в горной деревне Канат-е Малек округа Рабор иранской юго-восточной провинции Керман. Его отец, получивший земельный надел по шахской реформе, был обременён существенным кредитом в 100 туманов. Поэтому окончив только пять классов начальной школы, 13-летний Касем со своим родственником отправились на заработки в провинциальный центр Керман, где смогли устроиться разнорабочими на строительной площадке школы на улице Хаджу, на окраине города. По словам Сулеймани, им платили по два тумана в день. После выплаты кредита устроился в местный водоочистительный департамент, где через некоторое время стал помощником инженера.
Молодой Сулеймани поддержал идеи исламской революции 1979 года и с первых её дней записался в Корпус стражей Исламской революции (КСИР), который впоследствии превратился в элитное подразделение, подчиняющееся лично верховному руководителю Ирана аятолле Али Хаменеи. Пройдя 45-дневные курсы, организованные для новых бойцов, Сулеймани стал выполнять невоенные задачи. Ему было поручено обеспечение бесперебойного водоснабжения провинции Керман.
В 1980 году получил первый военный опыт во время подавления КСИР курдского сепаратизма на северо-западе Ирана, хотя ключевой роли в этой операции не играл.

## Ирано-иракская война
Когда Саддам Хусейн 22 сентября 1980 года вторгся в Иран, Касем Сулеймани был лейтенантом в рядах КСИР. Однако с началом боевых действий он быстро прославился, во многом благодаря смелым разведывательным операциям в тылу врага. Благодаря этому он быстро поднялся в чинах и к 30 годам в 1987 году получил в командование 41-ю пехотную дивизию «Тараллах».

## Служба
В 1999 году после подавления студенческих волнений в Тегеране он был одним из 24 офицеров КСИР, которые написали письмо президенту Мохаммаду Хатами, выразив свою озабоченность произошедшим и недовольство тем, что к подавлению выступлений не была привлечена армия.
В 1990-х годах командовал частями КСИР на юго-востоке Ирана, в городе Керман. Через этот регион вдоль границ Афганистана пролегал наркотрафик до Турции и далее в Европу. Но военный опыт Сулеймани помог ему наладить успешную борьбу с наркоторговлей. В 2000 году был назначен командующим силами специального назначения КСИР — бригадой «Аль-Кудс». Считался одним из возможных преемников на пост командующего КСИР, когда в 2007 году генерал Яхья Рахим Сафави покинул свой пост.
В 2008 году возглавил группу иранских следователей, которые должны выяснить обстоятельства гибели старшего члена и начальника спецслужб ливанской шиитской организации «Хезболла» Имада Фэйеза Мугнии.

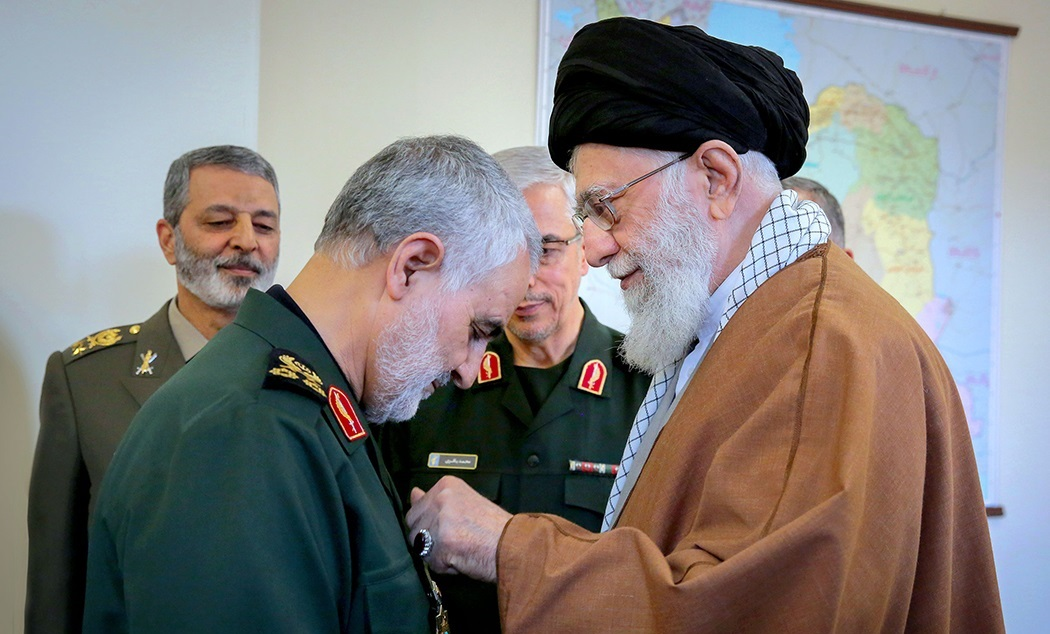
Сулеймани получает награду от Али Хаменеи

24 ноября 2015 года являлся организатором и руководителем поисково-спасательной операции по поиску и эвакуации Константина Мурахтина, пилота сбитого Су-24М.
Сирия

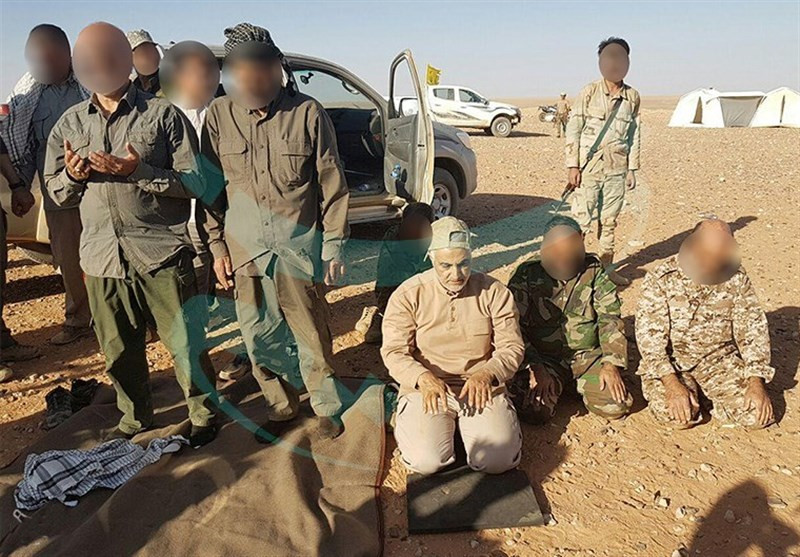
Генерал Сулеймани молится в сирийской пустыне

После начала гражданской войны в Сирии в 2011 году Сулеймани приказал отрядам иракских ополченцев защищать правительство Башара Асада. Сулеймани также участвовал в оказании помощи правительству Ирака в борьбе против террористов Исламского государства (2014—2015). По данным Reuters, Сулеймани не менее четырёх раз посещал Москву: в конце июля, начале августа, в декабре 2015 года, в середине апреля 2016 года. Эту информацию подтверждали источники агентства в американских спецслужбах, в правительстве Ирана, иранское информационное агентство Fars и американский телеканал Fox News. Существует мнение, что в 2015 году Сулеймани убедил Владимира Путина начать военную операцию в Сирии. До этого Россия никогда не участвовала напрямую в военных действиях на территории арабских стран. Российская сторона утверждает, что вмешалась в военные действия в Сирии по официальной просьбе Башара Асада, который лично изложил проблемы, с которыми столкнулись правительственные войска.

### Санкции
Сулеймани входил в «чёрный список» ООН из 15 высокопоставленных военных и политических деятелей Ирана, подозреваемых в причастности к разработке ядерной и ракетной программ Ирана.
В апреле 2019 года США признали Корпус стражей Исламской революции и его подразделение «Аль-Кудс», во главе которого стоял Сулеймани, иностранной террористической организацией.

### Оценки
В Иране Сулеймани считался национальным героем, о котором снимали фильмы, писали песни и т. п. В Ираке «Аль-Кудс» и лично Сулеймани обвиняли в жестоком подавлении протестов в 2019 году.
Среди иранских политиков Сулеймани считался выдающимся стратегом и организатором специальных операций, а также создателем широкой агентурной сети на Ближнем Востоке с опорой на шиитские общины. Бывший сотрудник ЦРУ Джон Магуайр в 2013 году назвал Сулеймани наиболее влиятельной и мощной фигурой на Ближнем Востоке, несмотря на то, что «никто ничего о нём не слышал».
В сообщении Минобороны России отмечен неоспоримый вклад генерала Сулеймани в борьбу с террористическими группировками на территории Сирии и Ирака — «его личные заслуги в борьбе с ИГИЛ на территории Сирии неоспоримы».

## Ликвидация

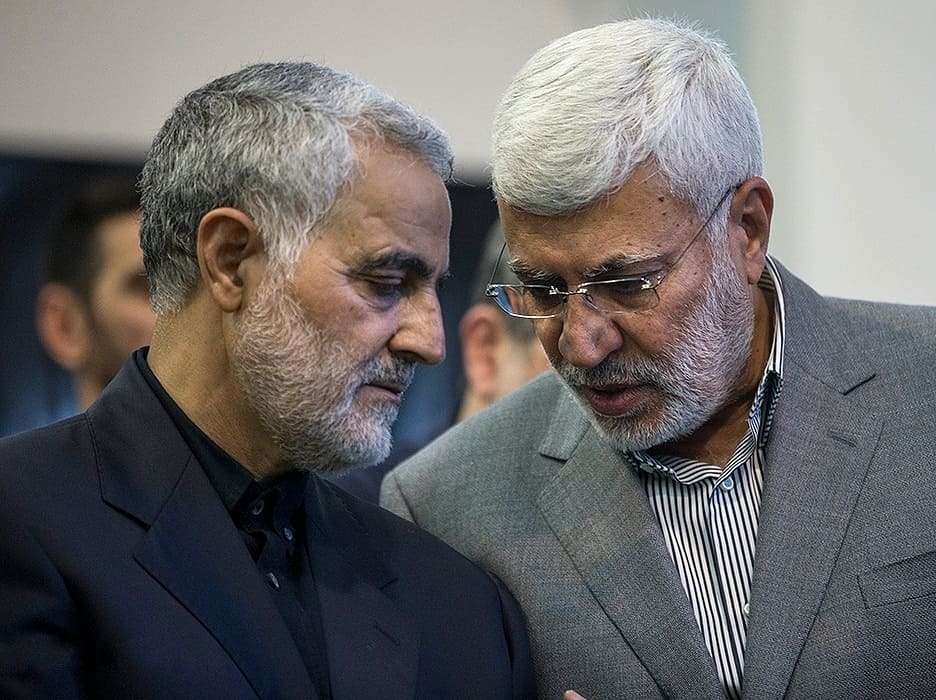
Касем Сулеймани (слева) и Абу Махди аль-Мухандис (справа), погибшие в результате авиаудара

2 января 2020 года около 23:00 Касем Сулеймани прилетел в Багдад с дипломатической миссией. Как говорит премьер-миистр Ирака Адель Абдель Махди: «Я должен был встретиться с генералом Сулеймани в пятницу утром в 8:30 утра, чтобы получить от него ответ Ирана на послание Саудовской Аравии, которое я передал Ирану для достижения важных договоренностей по деэскалации в Ираке и в регионе в целом».
3 января 2020 года Сулеймани был убит в результате авиаудара ВВС США. Смерть Сулеймани подтвердили телеканалу PressTV в Корпусе стражей Исламской революции. По заявлению Пентагона, спецоперация по уничтожению Сулеймани была проведена по личному распоряжению президента США Дональда Трампа. По данным агентства Bloomberg, Дональд Трамп отдал приказ о ликвидации Сулеймани после атаки 27 декабря 2019 года на иракскую базу США под Киркуком (где размещаются американские контрактники) в результате которой 1 американский военнослужащий погиб. Разработкой плана операции занимались помощник президента по национальной безопасности Роберт О’Брайен, госсекретарь США Майкл Помпео, и. о. главы аппарата Белого дома Мик Малвэйни и вице-президент Майкл Пенс. Газета The New York Times сообщила, что решение Трампа о ликвидации Сулеймани было спонтанным и принятым на эмоциях «за несколько минут». 9 января 2020 года Дональд Трамп сообщил, что основанием для решения о ликвидации Сулеймани было подозрение, что он «планировал взорвать одно из американских посольств».
При этом Конгресс США не был уве́домлен заранее о нанесении США удара, Пентагон также не уведомил иракские власти, которые ничего не знали заранее о готовящейся операции. Газета The New York Times сообщила, что автомобиль Сулеймани был уничтожен ракетами, запущенными с беспилотника.
По данным издания, помимо Сулеймани были убиты четыре человека, которые прибыли в столицу Ирака на самолёте из Сирии; ракеты поразили цели во время отъезда машин с территории аэропорта Багдада. При этом — по данным газеты — ракетный удар был вторым по счёту, а первый нанесли несколькими часами ранее, было выпущено три ракеты, но они не привели к ранению или гибели людей. По сообщению телеканала Fox News, Сулеймани опознали по кольцу с рубином на руке; официальный представитель Пентагона сообщил, что Министерство обороны США ожидает проведения анализа ДНК, чтобы окончательно подтвердить факт смерти Сулеймани.
По мнению наблюдателей, убийство Сулеймани являет собой резкое обострение отношений между США и Ираном. Смерть Сулеймани вызвала оживленную международную реакцию. 11 января 2020 года президент Ирана Хасан Роухани издал указ, которым объявил 3 января «Всемирным днём сопротивления» (World Day of Resistance).

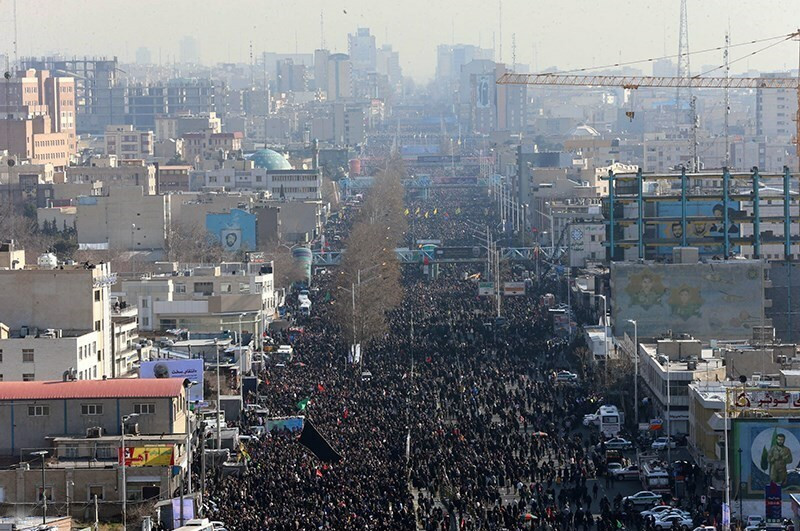
Похороны Касема Сулеймани

## Похороны
По данным Корпуса стражей исламской революции, участие в церемониях прощания с Касемом Сулеймани в общей сложности приняли около 25 млн человек в пяти городах Ирана. В Тегеране церемонию прощания с Сулеймани возглавил духовный лидер Ирана аятолла Али Хаменеи. В результате давки, возникшей в ходе прощания с Сулеймани в Кермане, погибли как минимум 56 человек и ранены более 212 человек.

## Награды
- Орден Зульфикара (2019)[53]

### Иностранные
- Орден «Герой Республики» (Сирия, 2020 год)[54].

### Комментарии
1. ↑  В числе погибших был Абу Махди Аль-Мухандис — командир иракской группировки шиитских ополченцев «Силы народной мобилизации» (англ. Popular Mobilisation, PM). Большинство из семерых погибших также принадлежали к группировке PM. Кроме того, погиб зять Сулеймани и один член ливанской группировки «Хезболла»[43]

### Сноски
1. 1 2  Filkins, Dexter. The Shadow Commander. Qassem Suleimani is the Iranian operative who has been reshaping the Middle East. Now he’s directing Assad’s war in Syria (англ.). The New Yorker. Condé Nast (30 сентября 2013). Дата обращения: 9 октября 2018. Архивировано 30 сентября 2018 года.
2. 1 2  Arrêté du 23 juillet 2014 portant application des articles L. 562-2 et suivants du code monétaire et financier - ANNEXE IILISTE DES PERSONNES PHYSIQUES FAISANT L'OBJET D'UN GEL DES AVOIRS — Légifrance.
3. 1 2  Архив изобразительного искусства — 2003.
4. 1 2 3 4  Qasem Soleimani: US kills top Iranian general in Baghdad air strike — BBC News Online.
5. 1 2  Les Etats-Unis tuent le puissant général iranien Ghassem Soleimani dans une frappe en Irak — Le Monde.
6. 1 2  U.S. Strike in Iraq Kills Qassim Suleimani, Commander of Iranian Forces (англ.) — The New York Times, 2020.
7. ↑  Iran’s Spymaster Counters U.S. Moves in the Mideast. Дата обращения: 1 октября 2017. Архивировано 8 октября 2015 года.
8. ↑  Cotton, Tom (10 января 2020). Opinion | The Case for Killing Qassim Suleimani. The New York Times. Архивировано 3 февраля 2020. Дата обращения: 3 февраля 2020.
9. ↑  Иранский генерал Касем Сулеймани убит при ударе ВВС США в Багдаде. Новости BBC. 3 января 2020. Архивировано 3 января 2020. Дата обращения: 3 января 2020.
10. 1 2  Баранова, Мария. Иранец, который привёл Россию в Сирию. Кто такой Касем Сулеймани, иранский «архитектор» российской операции в Сирии. Gazeta.Ru. «Газета.Ru», АО (30 сентября 2016). Дата обращения: 9 октября 2018. Архивировано из оригинала 9 октября 2018 года.
11. 1 2  Панкратенко, Игорь. Бригадный генерал Касем Сулеймани: Рай там, где поле битвы. Iran.Ru. Iran.Ru, российское информационное агентство (23 марта 2015). Дата обращения: 9 октября 2018. Архивировано 4 апреля 2018 года.
12. ↑  Letter from the Revolutionary Guards commanders. Дата обращения: 18 января 2010. Архивировано из оригинала 12 октября 2012 года.
13. ↑  Iranian General Soleimani Supervised Operation to Save Russian Su-24 Pilot. Дата обращения: 29 ноября 2015. Архивировано 1 декабря 2015 года.
14. ↑  Report: Iran General Saved Russian Pilot. Дата обращения: 29 ноября 2015. Архивировано 30 ноября 2015 года.
15. ↑  Iran: Injured general oversaw daring rescue of downed Russian pilot (англ.). The Times of Israel (26 ноября 2015). Дата обращения: 29 ноября 2015. Архивировано 29 ноября 2015 года.
16. ↑  From the east, Iran-backed force advances on Tikrit. Дата обращения: 8 марта 2015. Архивировано 3 апреля 2015 года.
17. ↑  Iranian Military Mastermind Leading Battle to Recapture Tikrit From ISIS. Дата обращения: 8 марта 2015. Архивировано 12 мая 2019 года.
18. ↑  Gazeta.ru, 30 сентября 2016. Иранец, который привел Россию в Сирию. Кто такой Касем Сулеймани, иранский «архитектор» российской операции в Сирии. Дата обращения: 3 октября 2016. Архивировано 5 октября 2016 года.
19. ↑  Касем Сулеймани. Кем был генерал, убедивший Путина прийти в Сирию Архивная копия от 6 января 2020 на Wayback Machine, BBC, 3.01.2020
20. ↑  Асад в письме попросил Путина о военной поддержке. Газета.Ru (30 сентября 2015). Дата обращения: 1 октября 2015. Архивировано 4 марта 2016 года.
21. ↑  Резолюция 1747 (2007), принятая Советом Безопасности на его 5647-м заседании 24 марта 2007 года (PDF). Сайт ООН. Дата обращения: 4 января 2013. Архивировано 6 января 2013 года.
22. ↑  Касем Сулеймани: главный военный стратег Ирана убит при ударе ВВС США в Багдаде Архивная копия от 3 января 2020 на Wayback Machine, BBC, 3.01.2020
23. ↑  Gen. Soleimani: A New Brand of Iranian Hero for Nationalist Times (англ.). Fars News Agency (16 февраля 2016). Дата обращения: 4 января 2020.
24. ↑  Год массовых протестов в мире. Ждать ли новую "арабскую весну"? BBC. Дата обращения: 4 января 2020. Архивировано 14 ноября 2019 года.
25. ↑  Иранец, который привёл Россию в Сирию. Дата обращения: 3 октября 2016. Архивировано 1 октября 2016 года.
26. ↑  Касем Сулеймани. Кем был генерал, убедивший Путина прийти в Сирию. BBC (3 января 2020). Дата обращения: 4 января 2020. Архивировано 6 января 2020 года.
27. ↑  Министерство обороны РФ об убийстве генерала К. Сулеймани. redstar.ru. Дата обращения: 3 января 2020. Архивировано 5 января 2020 года.
28. ↑  https://iz.ru/961157/andrei-ontikov/smert-temnogo-rytcaria-ssha-ubili-iranskogo-generala-kasema-suleimani
29. ↑  В Иране прощаются с убитым генералом Касемом Сулеймани. Новости. Первый канал
30. ↑  Commander of Iran’s Quds Force, PMU deputy head martyred in US strike (англ.). PressTV. Дата обращения: 3 января 2020. Архивировано из оригинала 3 января 2020 года.
31. ↑  СМИ: КСИР подтвердил убийство лидера «Аль-Кудс» в Багдаде. ТАСС. Дата обращения: 3 января 2020. Архивировано 29 января 2020 года.
32. ↑  Statement by the Department of Defense (англ.). U.S. DEPARTMENT OF DEFENSE. Дата обращения: 3 января 2020. Архивировано 3 января 2020 года.
33. ↑  Пентагон подтвердил гибель лидера «Аль-Кудс» Сулеймани в результате ракетного удара США. ТАСС. Дата обращения: 3 января 2020. Архивировано 3 января 2020 года.
34. ↑  Bloomberg — How Trump Planned the Drone Strike With a Tight Circle of Aides. www.bloomberg.com. Дата обращения: 4 января 2020.
35. ↑  Bloomberg рассказал об обстоятельствах приказа Трампа об убийстве Сулеймани. ТАСС. Дата обращения: 4 января 2020. Архивировано 6 января 2020 года.
36. ↑  NYT: Трамп за несколько минут принял решение ликвидировать Сулеймани. ТАСС. Дата обращения: 5 января 2020. Архивировано 8 января 2020 года.
37. ↑  Трамп заявил, что Сулеймани планировал взрыв одного из посольств США. ТАСС. Дата обращения: 10 января 2020. Архивировано 11 мая 2022 года.
38. ↑  Конгресс США не был уведомлен заранее о нанесении США удара по Сулеймани. ТАСС. Дата обращения: 3 января 2020. Архивировано 3 января 2020 года.
39. ↑  Администрация США не уведомила конгресс об операции против Сулеймани. РИА Новости (3 января 2020). Дата обращения: 3 января 2020. Архивировано 3 января 2020 года.
40. ↑  США не уведомляли Ирак о готовящемся авиаударе по Багдаду. РИА Новости (3 января 2020). Дата обращения: 3 января 2020. Архивировано 3 января 2020 года.
41. ↑  Crowley, Michael (2 января 2020). Top Iranian General Qassim Suleimani Is Killed on Trump's Orders, Officials Say. The New York Times. Архивировано 3 января 2020. Дата обращения: 3 января 2020.
42. 1 2  NYT: лидера «Аль-Кудс» устранили с помощью американских БПЛА. ТАСС. Дата обращения: 3 января 2020. Архивировано 13 января 2020 года.
43. 1 2  Qasem Soleimani: US kills top Iranian general in Baghdad air strike. Дата обращения: 3 января 2020. Архивировано 3 января 2020 года.
44. ↑  Frank Miles. Trump orders attack that kills Iranian Gen. Qassim Soleimani, other military officials in Baghdad, Pentagon says (англ.). Fox News (2 января 2020). Дата обращения: 3 января 2020. Архивировано 24 февраля 2020 года.
45. ↑  Fox: лидера «Аль-Кудс» опознали по кольцу. ТАСС. Дата обращения: 3 января 2020. Архивировано 9 января 2020 года.
46. ↑  Tom O'Connor, James LaPorta On 1/2/20 at 7:34 PM EST. Trump orders U.S. drone strike killing Iranian general who had "plans to attack" American diplomats and military (англ.). Newsweek (2 января 2020). Дата обращения: 3 января 2020. Архивировано 3 января 2020 года.
47. ↑  СМИ: в Пентагоне ждут результата теста ДНК для подтверждения смерти лидера «Аль-Кудс». ТАСС. Дата обращения: 3 января 2020. Архивировано 3 января 2020 года.
48. ↑  Foreign Policy: убийство Сулеймани выводит конфликт США и Ирана на новый уровень. Дата обращения: 3 января 2020. Архивировано 5 января 2020 года.
49. ↑  Иран объявил день гибели Сулеймани Всемирным днем сопротивления Архивная копия от 12 января 2020 на Wayback Machine РИА Новости, 11 января 2020 года
50. ↑  В прощании с Сулеймани в Иране приняли участие 25 млн человек. ТАСС. Дата обращения: 15 января 2020. Архивировано 18 января 2020 года.
51. ↑  Аятолла Али Хаменеи возглавляет церемонию прощания с генералом Сулеймани. ТАСС. Дата обращения: 10 января 2020. Архивировано 9 января 2020 года.
52. ↑  Ryan Pickrell. A stampede at Iranian general Qassem Soleimani's funeral killed at least 56 people and wounded more than 200 others. Business Insider. Дата обращения: 8 января 2020. Архивировано 7 января 2020 года.
53. ↑  General Soleimani receives Iran’s highest Medal of Honor — Tehran Times. Дата обращения: 11 сентября 2021. Архивировано 6 января 2020 года.
54. ↑  Генерал Сулеймани посмертно награждён орденом героя САР — Сирийское арабское информационное агентство САНА Архивная копия от 25 января 2020 на Wayback Machine Тегеран — САНА 14-01-2020